# Muslimgauze
Muslimgauze (multilingüe: Bryn Jones)  (Manchester, 17 de juny de 1961 - Manchester, 14 de gener de 1999) va ser un músic anglès d'electrònica i música experimental influenciat pels conflictes i la història del món musulmà, sovint posant èmfasi en el conflicte arabo-israelià. La seva música ha estat descrita com «entre les més sorprenents i úniques del noise underground».
Malgrat el nom del seu projecte, Jones mai es va convertir a l'islam. El nom «Muslimgauze» és un joc de paraules entre muslin (mussolina) i muslim (musulmà), fent referència a la seva preocupació pels conflictes del món musulmà.
L'obra de Muslimgauze sovint és difícil de descriure a causa de la seva dimensió i la diversitat de continguts i estils sovint singulars. Tanmateix, és possible de descriure les característiques comunes de la seva música, ja que acostuma a utilitzar els mateixos patrons, modificats per donar a cada àlbum una impressió o concepte diferent La música és electrònica i rítmica (de vegades inclou percussió d'estudi en directe), tot i que els tempos varien, fent ús sovint d'estructures que canvien gradualment o motius melòdics, com una mena «de techno silenciat» que combina sons atmosfèrics i mostres vocals per a «la banda sonora d'una pel·lícula inexistent».

## Biografia
Jones va publicar música per primera vegada el 1982 en casset. Limited Editions, el segell discogràfic de Jones, va començar amb Hunting Out with an Aerial Eye (1984) seguit de Buddhist on Fire, publicat per Recloose Organisation el mateix any. Des d'aleshores va publicar aproximadament un àlbum per any amb escassos recursos econòmics fins al 1988, quan va començar a col·laborar amb els segells emergents Staalplaat, Soleilmoon Recordings i Extreme Records.
Va ser amb el llançament de United States of Islam (1991) que va arribar a un acord formal amb Extreme Records que li va permetre finançar enregistraments professionals d'estudi, dissenyar embalatges atractius i utilitzar una xarxa de distribució més extensa. Tot i que al principi satisfet, Jones es va frustrar amb la política d'un llançament a l'any d'Extreme i el 1993 va signar amb els segells germans Soleilmoon i Staalplaat perquè oferien un pla de gravació més freqüent. El 1993 es va publicar Vote Hezbollah, Veiled Sisters i una reedició d'Iran a Soleilmoon, i Hamas Arc, Satyajit Eye i Betrayal a Staalplaat.
Jones, a més, va publicar material en gairebé qualsevol segell petit que hi va mostrar interès. Va declarar una vegada que mai no tenia temps d'escoltar música d'altres artistes, tot i que en una entrevista de 1992 a Impulse Magazine, va esmentar que li agradava la música tradicional del Japó, l'Orient Mitjà i l'Índia, així com l'obra de Can, Throbbing Gristle, Wire i Faust. El 30 de desembre de 1998, Jones va contreure una pneumònia i va morir el 14 de gener de 1999.

## Llegat
Des de la mort de Bryn Jones el 1999 als 37 anys, la música de Muslimgauze s'ha seguit reeditant. Els segells Soleilmoon i Staalplaat n'han continuat publicant àlbums inèdits, així com maquetes, temes remesclats i cintes de llarga durada oblidades. La discografia pòstuma de Jones és coneguda per incloure moltes variacions d'estudi de gairebé tota la seva música.
L'abril de 2014, Vinyl On Demand va publicar Chasing the Shadow of Bryn Jones 1983–1988, una caixa recopilatòria de 10 LP que inclou els primers àlbums publicats originalment per Product Kinematograph, Recloose Organisation i les edicions limitades de Jones. Cada LP inclou temes extra extrets d'àlbums recopilatoris de l'època. La publicació va anar acompanyada d'una biografia escrita per Ibrahim Khider titulada Muslimgauze: Chasing the Shadow of Bryn Jones.
Jones va declarar que Muslimgauze es va formar com a resposta a la Guerra del Líban de 1982 arran de la invasió del Líban per part de l'exèrcit d'Israel per a posar fi als atacs de la guerrilla de l'Organització per a l'Alliberament de Palestina establerta al sud del Líban. Aquest esdeveniment va inspirar Jones a investigar els orígens del conflicte, que es va convertir en un punt d'interès artístic de per vida, fins a esdevindre un ferm defensor de la causa palestina que sovint va dedicar enregistraments a l'Organització per l'Alliberament de Palestina i a una Palestina lliure. La investigació de Jones va créixer encara més fins a abastar altres països en conflicte, predominantment musulmans, com ara l'Afganistan, el Pakistan, Txetxènia, l'Iran i l'Iraq. Va concloure que els interessos occidentals pels recursos naturals eren la causa fonamental de molts d'aquells conflictes i aconseguint que la ingerència occidental s'aturés les regions s'estabilitzarien.
Jones va rebre sovint crítiques per no haver visitat mai l'Orient Mitjà però va afirmar en una entrevista de 1994: «no crec que es pugui visitar una terra ocupada. És per principi. No fins que torni a ser lliure». També es va oposar a l'opressió i va dedicar cançons al poble tibetà i als Tigres d'Alliberament de Tamil Eelam.
Jones va publicar més de 90 àlbums en 32 segells discogràfics diferents, creant prop de 2.000 composicions musicals originals, la majoria inspirades en fets o esdeveniments polítics. Molts dels seus treballs s'han reeditat, ja que, després de 1994, la majoria dels seus àlbums es van publicar en edicions limitades.